# 鈴木杏奈
鈴木 杏奈（すずき あんな、2003年12月5日 - ）は、日本の歌手、声優。栃木県下都賀郡野木町出身。血液型はO型。エイベックス・ピクチャーズ所属。テレビ番組『THEカラオケ★バトル』での元U-18四天王。

## 来歴・人物
幼少期から地元の歌謡教室に通い、テレビ番組『THEカラオケ★バトル』に2014年5月28日放送回で初出場。その後、同年12月24日放送の「2014 U-18最強トーナメント」からU-18四天王の一人となる。
2018年3月3日には「アニメソングを歌って夢のANIMAX MUSIXのステージで歌おう！」オーディションの優勝者として、大阪城ホールで開催されたANIMAX MUSIX 2018 OSAKAのステージにて歌う。
2019年5月18日に「野木町観光大使」に任命された。同年9月4日には『THEカラオケ★バトル』でともに活躍する同じ栃木県（足利市）出身の堀優衣とともに県の「とちぎ未来大使」に任命された。

### 『THEカラオケ★バトル』での活躍
2014年5月28日放送回で初出場後も出場を重ね、同年10月15日放送の「U-18最強王者決定戦」では出場者中予選4位（予選は敗退）になったこともあり、同年12月24日放送の「2014 U-18最強トーナメント」で設けられた「U-18四天王」の一人に堀優衣、佐々木麻衣 (歌手)、角田龍一とともになる。この大会では一回戦で四天王ではない西川怜伽に敗れた。
翌2015年2月18日の「U-12歌うまキッズ2」、と同年4月1日「U-18最強王者決定戦2」では続けて優勝する。
さらに翌2016年2月10日の「U-18歌うま甲子園4」でも優勝、中学校に進学後の同年9月7日の「U-18歌うま甲子園5」では決勝で自身初の100点満点を獲得し4度目の優勝となる。同年10月12日の「2016年間王者決定戦」では予選で100点満点を獲得し決勝に進出、トップ7の称号も併せ持つ。またこの年に新設された「U-18歌うま大甲子園 2016王座決定戦」（11月23日放送）でも優勝し、U-18 2016年間王者にもなる。
2017年6月21日「U-18歌うま甲子園7 2017夏の頂上決戦」でも優勝、6度目の優勝となる。
トップ7の称号は2017年3月15日「2017春のグランプリ」で予選敗退したため一度失うが、同年10月18日「2017年間チャンピオン決定戦」で決勝に進出、再度トップ7となる。
四天王就任当初は優勝も決勝進出もなく「四天王四番手」という扱いであったが、現在は18歳以下の出場者では最多の優勝回数となり、佐々木麻衣とともに「U-18ツートップ」とも呼ばれていたが、U-18四天王は2022年3月13日の放送をもって卒業。

### 声優として
2019年、音楽バトルプロジェクト『IDOL舞SHOW』内のユニット「X-UC」（てんゆーし）の百合ヶ丘みさき役で声優デビュー。また、朗読劇への出演やナレーションにも挑戦するなど活躍の場を広げる。
2021年10月からゲームの稼働を開始し、テレビアニメも放映される『ワッチャプリマジ!』ではメインキャストの心愛れもんの声優を担当し、テレビアニメのオープニングテーマ「Dreaming Sound」を歌う声優アーティストとしてもデビューする。

## 出演

### テレビアニメ
2021年
- ワッチャプリマジ!（2021年 - 2022年、心愛れもん）

2022年
- 神クズ☆アイドル
- ラブライブ!スーパースター!!（クラスメイト）

2023年
- テクノロイド オーバーマインド（女性）
- 英雄王、武を極めるため転生す 〜そして、世界最強の見習い騎士♀〜（チコ）

2024年
- 即死チートが最強すぎて、異世界のやつらがまるで相手にならないんですが。（キャロル・S・レーン）
- ひみつのアイプリ（2024年 - 2025年、二階堂タマキ、みつきのアイムゥ、ダークタマキ） - 2シリーズ
- 俺は全てを【パリイ】する 〜逆勘違いの世界最強は冒険者になりたい〜（少女）
- MFゴースト（沢村まりえ）

### 劇場アニメ
- 劇場版IDOL舞SHOW（2022年、百合ヶ丘みさき[29]）
- 劇場版 ポールプリンセス!!（2023年、西条リリア[30]）

### Webアニメ
- ポールプリンセス!!（2022年 - 2023年、西条リリア[31]）

### ゲーム
- ワッチャプリマジ!（2021年 - 2023年、れもん） - 2作品[一覧 2]
- ひみつのアイプリ / アイプリバース（2024年 - 2025年、タマキ、みつきのアイムゥ） - 2作品
- シャインポスト Be Your アイドル!（2025年、篁響季[32]）

### ドラマCD
- IDOL舞SHOW エピソードZERO（2020年、百合ヶ丘みさき[33]）
- ポールプリンセス!! Starlight challenge（2023年、西条リリア）
- うたの☆プリンセスさまっ♪BACK to the IDOL ドラマCD「Queen’s Halloween party!」（2023年、白鳥風香）

### ラジオ
※はインターネット配信。
- 鈴木杏奈の私が案内してあげる！（2023年 - 、niconico※・YouTube※（無料パートのみ））[34]
- ポルプリラジオ（2023年 - 2024年、YouTube※）[35]

### オーディオドラマ
- ポールプリンセス!! スペシャルボイスドラマ（2023年、西条リリア）

### ASMR
- 憩雲大社『お狐姉妹と癒しの月夜』～お狐姉妹の面妖な長女、月代～（2024年、月代）

### テレビ番組
- 『THEカラオケ★バトル』（テレビ東京系） - 優勝7回、トップ8 4回、100点満点5回。
- 『テレ東音楽祭』（テレビ東京系、2017年6月28日） - 生放送内で100点満点獲得に挑むという企画を行い、「クラシック (JUDY AND MARYの曲)」を披露して、100点を獲得した[36]。
- 『珍種目No.1は誰だ!? ピラミッド・ダービー』（TBSテレビ系、2017年7月9日）[37] - 歌声見極めダービー
- 『洋子の演歌一直線』（テレビ東京系、2017年11月5日）[38] - U-18四天王での出演。
- 『歌え!昭和のベストテン』（BS日本、2018年1月13日・3月17日）
- 『爆笑そっくりものまね紅白歌合戦スペシャル』（フジテレビジョン系、2018年9月21日） - 暁月めぐみとの岩崎宏美対決で「聖母たちのララバイ」を歌った。
- 『第52回年忘れにっぽんの歌』（テレビ東京系、2019年12月31日）[39]
- 『ザ・ノンフィクション』（フジテレビ、2020年3月29日） - ナレーションを担当[18]
- 『あにレコTV』（テレビ東京、2021年12月7日）

### YouTube
- クマーバチャンネル （童謡歌手）

### 舞台・朗読劇
- 「りーでぃんぐ☆ぱーてぃー」
  - vol.9（2021年2月24日 - 2月28日、コフレリオ新宿シアター）[40]
  - vol.10（2021年6月23日 - 6月27日、コフレリオ新宿シアター）[41]
- うち劇
  - タイムリープガール〜80's歌のヒットパレード〜（2021年3月13日、栗井マミ[42]）
  - 禁じられた生徒会〜ルドベキアの女神たち〜（2021年6月12日、堂本ちとせ[43]）
- Girls Reading Theater 「若草物語」（2022年3月12日・13日、浅草花劇場）[44]
- ワッチャ！リーディング！マジック！（2023年9月15日・16日、一ツ橋ホール、心愛れもん[45]）
- 若きウェルテルの悩み（2024年5月6日、TOKYO FM HALL）[46]
- 舞台「魔法少女育成計画 F2P the STAGE～First Chapter～」（2025年2月6日 - 10日、博品館劇場、クリオ[47]）
- 音楽朗読劇「仮面の男」〜アレクサンドル・デュマ・ペール「ダルタルニャン物語」より〜（2025年3月8日、フィリップ 他[48][49]）
- 『アイディール・セミナー/Final session』(2025年6月4日-8日、こくみん共済 coop ホール/スペース・ゼロ）-藍川玲香 役[50]
- 「ネコたん！弐 ぷらす 〜猫町怪異奇譚〜」仮面遊戯殺猫事件（2025年6月22日〈予定〉、迷路ソマリ[51][52]）

### その他
- 十五少女（2021年、秋子ナミ[53]）
- うたの☆プリンセスさまっ♪BACK to the IDOL（2023年、白鳥風香）
- VoiSona （2024年、たかむらひびき）
- まろに☆えーる（2024年、牛尾みくる）

## ディスコグラフィ

### シングル
|           | 発売日        | タイトル          | 規格品番     | 規格品番   | 規格品番   | オリコン 最高位 |
| CD+DVD/BD | 発売日        | タイトル          | アニメ盤     | CD         |            | オリコン 最高位 |
| --------- | ------------- | ----------------- | ------------ | ---------- | ---------- | --------------- |
| 1st       | 2021年12月1日 | Dreaming Sound    | EYCA-13549/B | EYCA-13550 | EYCA-13551 | 44位            |
| 2nd       | 2022年5月18日 | Chasing the dream | EYCA-13737/B | EYCA-13738 | EYCA-13739 | 36位            |
| 3rd       | 2022年8月17日 | Magic × Color     | EYCA-13740/B | EYCA-13741 | EYCA-13742 | 38位            |

#### 配信限定シングル
|   | 発売日        | タイトル           | 備考                     |
| - | ------------- | ------------------ | ------------------------ |
| 1 | 2020年9月30日 | Sail Away Justice  |                          |
| 2 | 2024年3月6日  | 光と闇のミラージュ |                          |
| 3 | 2024年8月21日 | ReBreak            | 「BACK-ON×鈴木杏奈」名義 |

### タイアップ曲
| 楽曲              | タイアップ                                          | 時期   | 備考                     |
| ----------------- | --------------------------------------------------- | ------ | ------------------------ |
| Sail away justice | ゲーム『アズールレーン』セイレーン作戦テーマソング  | 2021年 |                          |
| Dreaming Sound    | テレビアニメ『ワッチャプリマジ!』オープニングテーマ | 2021年 |                          |
| Chasing the dream | テレビアニメ『ワッチャプリマジ!』オープニングテーマ | 2022年 |                          |
| Magic × Color     | テレビアニメ『ワッチャプリマジ!』オープニングテーマ | 2022年 |                          |
| ReBreak           | ゲーム『ガンダムブレイカー4』テーマソング           | 2024年 | 「BACK-ON×鈴木杏奈」名義 |

### 舞乃杏奈
舞乃空とのユニット。
- 祭囃子が聞こえたら（2017年7月24日配信）
- 恋吟醸（2017年9月18日配信）

### 歌手参加作品
- テレビ東京系『THEカラオケ★バトル BEST ALBUM』（2016年12月21日発売。PCCA-04463）[54]
  - M-1「Over and Over 〜夢は終わらない」 - K★Bオールスターズ
  - M-3「白いパラソル」（松田聖子のカバー）
- テレビ東京系『THEカラオケ★バトル BEST ALBUM II』（2017年8月2日発売。PCCA-04545）[55]
  - M-1「恋のラ・ララ」（鈴木杏奈、佐久間彩加）
  - M-9「Over and Over ～夢は終わらない」（合唱ver）- K★Bオールスターズ（城南海、RiRiKA、翠千賀、宮本美季、堀優衣、佐々木麻衣、佐久間彩加、鈴木杏奈、竹野留里）
  - M-10「ナナナ音頭」（堀優衣、佐々木麻衣、鈴木杏奈、竹野留里）
- テレビ東京系「THEカラオケ★バトル」 BEST ALBUM III（2017年12月20日発売。PCCA-04604）[56]
  - M-1「Wonder Voice」 - K★Bオールスターズ
  - M-2「White Love (SPEEDの曲)」（SPEEDのカバー）
- テレビ東京系「THEカラオケ★バトル」5th Anniversary BEST（2019年3月20日発売。PCCA-04763）[57]
  - M-1「希望のSwitch」 - K★Bオールスターズ（翠千賀、宮本美季、RiRiKA、海蔵亮太、中村萌子、堀優衣、佐々木麻衣、鈴木杏奈、佐久間彩加）
  - M-3「残酷な天使のテーゼ」（高橋洋子 (歌手)のカバー）
  - M-9「Thank you for the song」- K★Bオールスターズ（あしながチャリティーソング）
- アソビズム「ドラゴンポーカー」 オリジナルサウンドトラックVII (2021年4月30日発売) [58]
  - M-24「学校怪奇譚[Rock Band Arr.] feat.鈴木杏奈」

### キャラクターソング
| 発売日   | 商品名                                                                           | 歌 | 楽曲                                                                        | 備考 |
| 2020年   | 2020年                                                                           | 2020年 | 2020年                                                                      | 2020年 |
| -------- | -------------------------------------------------------------------------------- | --- | --------------------------------------------------------------------------- | --- |
| 1月8日   | カレント・ザナドゥ                                                               | X-UC | 「カレント・ザナドゥ」 「Smile×Work!」                                      | 『IDOL舞SHOW』関連曲 |
| 1月8日   | カレント・ザナドゥ 通常盤                                                        | NO PRINCESS、三日月眼、X-UC | 「SENRAN!アイドル天下道へ」                                                 | 『IDOL舞SHOW』関連曲 |
| 10月7日  | Papier Mache IDOL                                                                | X-UC | 「Papier Mache IDOL」 「Brave Call! 〜& Just Now We come! 〜」              | 『IDOL舞SHOW』関連曲 |
| 2022年   |                                                                                  | |                                                                             | |
| 5月25日  | TVアニメ『ワッチャプリマジ！』キャラクターソングミニアルバム PUMPING WACCHA！ 02 | 心愛れもん（鈴木杏奈）、きゃろん（吉河順央) | 「こんな世界に告ぐ」                                                        | テレビアニメ『ワッチャプリマジ!』挿入歌                                                                                             |
| 5月25日  | TVアニメ『ワッチャプリマジ！』キャラクターソングミニアルバム PUMPING WACCHA！ 02 | 陽比野まつり（廣瀬千夏）、弥生ひな（内田彩）、甘瓜みるき（相良茉優）、心愛れもん（鈴木杏奈）、皇あまね（庄司宇芽香）                                             | 「ワッチャ！プリーズ！マジック！-What's your "Please" Magic？-（5人ver.）」 | テレビアニメ『ワッチャプリマジ!』挿入歌                                                                                             |
| 6月22日  | YEAH SAY YEAHHH!/無限日本列島LOVE/パステルグレイ                                 | X-UC | 「パステルグレイ」                                                          | 劇場アニメ『劇場版IDOL舞SHOW』エンディングテーマ                                                                                    |
| 6月22日  | YEAH SAY YEAHHH!/無限日本列島LOVE/パステルグレイ @Loppi・HMV限定盤               | NO PRINCESS、三日月眼、X-UC | 「SENRAN! アイドル天下道へ2022」                                            | 劇場アニメ『劇場版IDOL舞SHOW』テーマソング                                                                                          |
| 2023年   |                                                                                  | |                                                                             | |
| 3月22日  | ワッチャプリマジ！ミュージックコレクション                                       | 甘瓜みるき（相良茉優）、心愛れもん（鈴木杏奈） | 「Sweetness×Darkness」                                                      | テレビアニメ『ワッチャプリマジ！』挿入歌                                                                                            |
| 3月22日  | ワッチャプリマジ！ミュージックコレクション                                       | 陽比野まつり（廣瀬千夏）、弥生ひな（内田彩）、甘瓜みるき（相良茉優）、心愛れもん（鈴木杏奈）、皇あまね（庄司宇芽香）、御芽河あうる（藤寺美徳）                   | 「ワッチャ！プリーズ！マジック！ -What's your "Please" Magic?-（6人ver.）」 | テレビアニメ『ワッチャプリマジ！』挿入歌                                                                                            |
| 6月28日  | 烈槍・ガングニール                                                               | 桜木舞華 【ウタヒメドリーム】（鈴木杏奈） | 「烈槍・ガングニール」                                                      | 『ウタヒメドリーム』関連曲 |
| 7月26日  | ポールプリンセス!! Starlight challenge                                           | 星北ヒナノ（土屋李央）、西条リリア（鈴木杏奈）、東坂ミオ（小倉唯）、南曜スバル（日向未南）                                                                       | 「Starlight challenge」                                                     | Webアニメ『ポールプリンセス!!』主題歌                                                                                               |
| 7月26日  | ポールプリンセス!! -Solo Pole Song Album-                                        | 西条リリア（鈴木杏奈） | 「とびきり上等☆Smile!」                                                     | Webアニメ『ポールプリンセス!!』挿入歌                                                                                               |
| 8月1日   | 美しき残酷な世界                                                                 | 桜木舞華 【ウタヒメドリーム】（鈴木杏奈） | 「美しき残酷な世界」                                                        | 『ウタヒメドリーム』関連曲 |
| 8月1日   | Runner                                                                           | 桜木舞華 【ウタヒメドリーム】（鈴木杏奈） | 「Runner」                                                                  | 『ウタヒメドリーム』関連曲 |
| 8月8日   | FIRST PROMISE                                                                    | SILENT QUEEN | 「FIRST PROMISE」 「Ceremony Q」                                            | 『うたの☆プリンセスさまっ♪BACK to the IDOL』関連曲                                                                                  |
| 10月18日 | Queen’s Halloween party!                                                         | SILENT QUEEN | 「Queen of the Dark」                                                       | 『うたの☆プリンセスさまっ♪BACK to the IDOL』関連曲                                                                                  |
| 11月19日 | ウタヒメドリーム SONG MANIA                                                      | ウタヒメドリーム オールスターズ | 「ウタヒメドリーム」                                                        | 『ウタヒメドリーム』関連曲 |
| 11月19日 | ウタヒメドリーム SONG MANIA                                                      | 桜木舞華 【ウタヒメドリーム】（鈴木杏奈） | 「ウタヒメドリーム」                                                        | 『ウタヒメドリーム』関連曲 |
| 2024年   |                                                                                  | |                                                                             | |
| 2月20日  | QUEEN’S ROAD                                                                     | SILENT QUEEN | 「QUEEN’S ROAD」 「Echoes of Tears」                                        | 『うたの☆プリンセスさまっ♪BACK to the IDOL』関連曲                                                                                  |
| 3月13日  | Haze                                                                             | 桜木舞華 【ウタヒメドリーム】（鈴木杏奈） | 「Haze」                                                                    | テレビアニメ『即死チートが最強すぎて、異世界のやつらがまるで相手にならないんですが。』エンディングテーマ 『ウタヒメドリーム』関連曲 |
| 3月13日  | Haze                                                                             | 桜木舞華 【ウタヒメドリーム】（鈴木杏奈） | 「Synchrogazer」                                                            | 『ウタヒメドリーム』関連曲 |
| 3月27日  | 劇場版 ポールプリンセス!! -Complete Album-                                       | 西条リリア（鈴木杏奈）、南曜スバル（日向未南） | 「Burning Heart」                                                           | 劇場アニメ『劇場版 ポールプリンセス!!』挿入歌                                                                                       |
| 3月27日  | 劇場版 ポールプリンセス!! -Complete Album-                                       | 星北ヒナノ（土屋李央）、西条リリア（鈴木杏奈）、東坂ミオ（小倉唯）、南曜スバル（日向未南）、御子白ユカリ（南條愛乃）、紫藤サナ（日高里菜）、蒼唯ノア（早見沙織） | 「Starlight challenge -allstar ver.-」                                      | 劇場アニメ『劇場版 ポールプリンセス!!』エンディングテーマ                                                                           |
| 8月27日  | カミカクサレ                                                                     | SILENT QUEEN | 「カミカクサレ」 「Circulate Wish」                                         | 『うたの☆プリンセスさまっ♪BACK to the IDOL』関連曲                                                                                  |
| 8月28日  | AMBITION                                                                         | 桜木舞華 【ウタヒメドリーム】（鈴木杏奈） | 「AMBITION」                                                                | テレビアニメ『俺は全てを【パリイ】する 〜逆勘違いの世界最強は冒険者になりたい〜』 オープニングテーマ 『ウタヒメドリーム』関連曲     |
| 8月28日  | AMBITION                                                                         | 桜木舞華 【ウタヒメドリーム】（鈴木杏奈） | 「Get Wild」                                                                | 『ウタヒメドリーム』関連曲 |
| 8月28日  | ノーギフテッド                                                                   | ウタヒメドリーム オールスターズ | 「ノーギフテッド」                                                          | テレビアニメ『俺は全てを【パリイ】する 〜逆勘違いの世界最強は冒険者になりたい〜』 エンディングテーマ 『ウタヒメドリーム』関連曲     |
| 8月28日  | ノーギフテッド                                                                   | ウタヒメドリーム オールスターズ | 「ウタヒメドリーム」                                                        | 『ウタヒメドリーム』関連曲 |
| 12月25日 | TVアニメ『ひみつのアイプリ』キャラクターソングミニアルバム VERSE IN SONG 02      | ルビー＝ラズリ | 「Stand Get Up」                                                            | テレビアニメ『ひみつのアイプリ』挿入歌                                                                                              |
| 12月25日 | TVアニメ『ひみつのアイプリ』キャラクターソングミニアルバム VERSE IN SONG 02      | カルテットスター | 「Perfect☆STARs」                                                           | テレビアニメ『ひみつのアイプリ』挿入歌                                                                                              |
| 2025年   |                                                                                  | |                                                                             | |
| 3月26日  | TVアニメ『ひみつのアイプリ』キャラクターソングミニアルバム VERSE IN SONG 03      | ダークカルテットスター | 「ニュースタージョーカー」                                                  | テレビアニメ『ひみつのアイプリ』挿入歌                                                                                              |
| 3月28日  | ふれふれ、キミの春                                                               | 桜木舞華（鈴木杏奈） feat.しほ | 「今日もサクラ舞う暁に」                                                    | 『ウタヒメドリーム』関連曲 |

## ライブ・イベント

### ワンマンライブ・単独イベント
| 出演日         | タイトル                                          | 会場                                |
| -------------- | ------------------------------------------------- | ----------------------------------- |
| 2021年12月12日 | 鈴木杏奈 アーティストデビュー＆バースデーイベント | SHIBUYA PLEASURE PLEASURE（東京都） |
| 2023年3月26日  | 鈴木杏奈 Spring Live 2023 -Prequel-               | SHIBUYA PLEASURE PLEASURE（東京都） |

### 合同ライブ
| 出演日         | タイトル                                                                                              | 会場                                         |
| -------------- | --- | -------------------------------------------- |
| 2021年10月23日 | ANIMAX MUSIX NEXTAGE 2021                                                                             | オンライン開催                               |
| 2021年12月5日  | プリパラ&キラッとプリ☆チャン＆ワッチャプリマジ! Winter Live 2021                                      | 幕張メッセイベントホール（千葉県）           |
| 2021年12月11日 | 京 Premium Live 2021                                                                                  | ロームシアター京都（京都府）                 |
| 2021年12月26日 | アニメJAM2021                                                                                         | オンライン開催                               |
| 2022年1月23日  | THEカラオケ★バトルコンサート2022                                                                      | LINE CUBE SHIBUYA（東京都）                  |
| 2022年7月3日   | Pretty Live！ 〜One for All !!!〜                                                                     | 中野サンプラザ（東京都）                     |
| 2022年9月24日  | Pretty Live！ 〜All for One !!!〜                                                                     | 中野サンプラザ（東京都）                     |
| 2022年11月26日 | 北九州ポップカルチャーフェスティバル2022 LIVE STAGE                                                   | 西日本総合展示場新館メインステージ（福岡県） |
| 2022年12月4日  | プリパラ&キラッとプリ☆チャン＆ワッチャプリマジ! Winter Live 2022                                      | 幕張メッセイベントホール（千葉県）           |
| 2023年4月2日   | ポールプリンセス!! Special Event〜Wish Upon a Polestar〜                                              | 豊洲PIT（東京都）                            |
| 2023年4月8日   | Aniera City Bash!!vol.2                                                                               | 豊洲PIT（東京都）                            |
| 2023年5月6日   | とちてれ★アニメフェスタ!2023                                                                          | オリオンスクエア（栃木県）                   |
| 2023年5月20日  | 声優紅白歌合戦2023（応援サポーター）                                                                  | 横浜国際平和会議場（神奈川県）               |
| 2023年11月19日 | ウタヒメドリーム 1st ライブ 〜あなたは最古参〜                                                        | 飛行船シアター（東京都）                     |
| 2023年12月3日  | プリパラ＆キラッとプリ☆チャン＆ワッチャプリマジ! Winter Live 2023                                     | 幕張メッセイベントホール（千葉県）           |
| 2024年1月8日   | ベルガモ創業5周年記念「ONE TO ONEガールズ歌謡祭2024」第2部                                            | セシオン杉並（東京都）                       |
| 2024年5月5日   | とちてれ★アニメフェスタ!2024                                                                          | オリオンスクエア（栃木県）                   |
| 2024年6月9日   | ウタヒメドリーム 1周年記念2ndライブ『見たいの満天のペンライト』                                       | 飛行船シアター（東京都）                     |
| 2025年2月24日  | ANIMAX presents「ウタヒメドリーム」史上最大の3rdライブ～超重大発表を現地で皆様と～supported by Lemino | 豊洲PIT（東京都）                            |